# Edouard Joly
Edouard Joseph Joly (Ronse, 11 mei 1812 - 24 januari 1887) was een Belgisch liberaal politicus. Hij was onder meer burgemeester in Ronse.

## Levensloop
Na studies in Ronse en Gent, promoveerde Joly tot doctor in de rechten aan de Katholieke Universiteit Leuven. Hij vestigde zich als advocaat, maar slechts voor korte tijd. Hij gaf er de voorkeur aan zich in het schilderen en tekenen te bekwamen onder het leermeesterschap van François-Joseph Navez. Hij wordt ook vaak als notaris vermeld, hoewel hierover geen zekerheid bestaat.
In 1840 was hij korte tijd burgemeester van Ronse en van 1841 tot 1847 was hij er schepen.
In navolging van zijn overleden broer, Louis Joly, werd hij amateurarcheoloog en slaagde erin een merkwaardige verzameling oudheidkundige voorwerpen aan te leggen, van het neolithicum tot aan de Merovingische periode. De gedurende meer dan 25 jaar verzamelde voorwerpen zijn representatief voor zowel geologie, paleontologie als archeologie. Zijn collectie omvatte onder meer halskettingen, fibulae, schrijfstiften, scharen en aardewerk. Later verspreid over verschillende musea, bevindt zich het grootste deel ervan in het Musée du Centenaire in Bergen.
Op de flanken van de heuvels in Ronse richtte hij het Bois Joly op, waar tot vandaag de getuigenissen van zijn romantische visie over deze periode te zien zijn.
Er is ook een Edouard Jolystraat in Ronse.